# Каковкина, Галина Александровна
Гали́на Алекса́ндровна Како́вкина (род. 10 января 1957, Горький) — нижегородская художница, живописец. Представительница нижегородского андеграунда, одна из учредительниц творческого объединения художников «Чёрный пруд».

## Творческая деятельность
Началом её творческой биографии стало участие в областной художественной выставке в 1976 г. В течение последующих нескольких лет она активно участвует в квартирных выставках.
В 1987 г. на выставке в Москве во Всесоюзном выставочном комплексе (ВДНХ) одна из работ Галины была отмечена медалью. Вскоре её картины приобрел в коллекцию Государственный Владимиро-Суздальский историко-художественный и архитектурный музей-заповедник.
В 1987 году Галина Каковкина с единомышленниками учреждает неформальное творческое объединение «Чёрный пруд» .
В начале 90-х успех Каковкиной принесло участие в большом проекте «Другое поколение» и «Другое поколение-2», объединившем лучших художников Поволжья, работавших вне системы «социалистического реализма». Авторами проекта были Любовь Сапрыкина и Анна Гор (тогда руководители галереи «Кариатида», а позднее ─ Приволжского филиала Государственного центра современного искусства). Выставки прошли в Москве и Нижнем Новгороде.

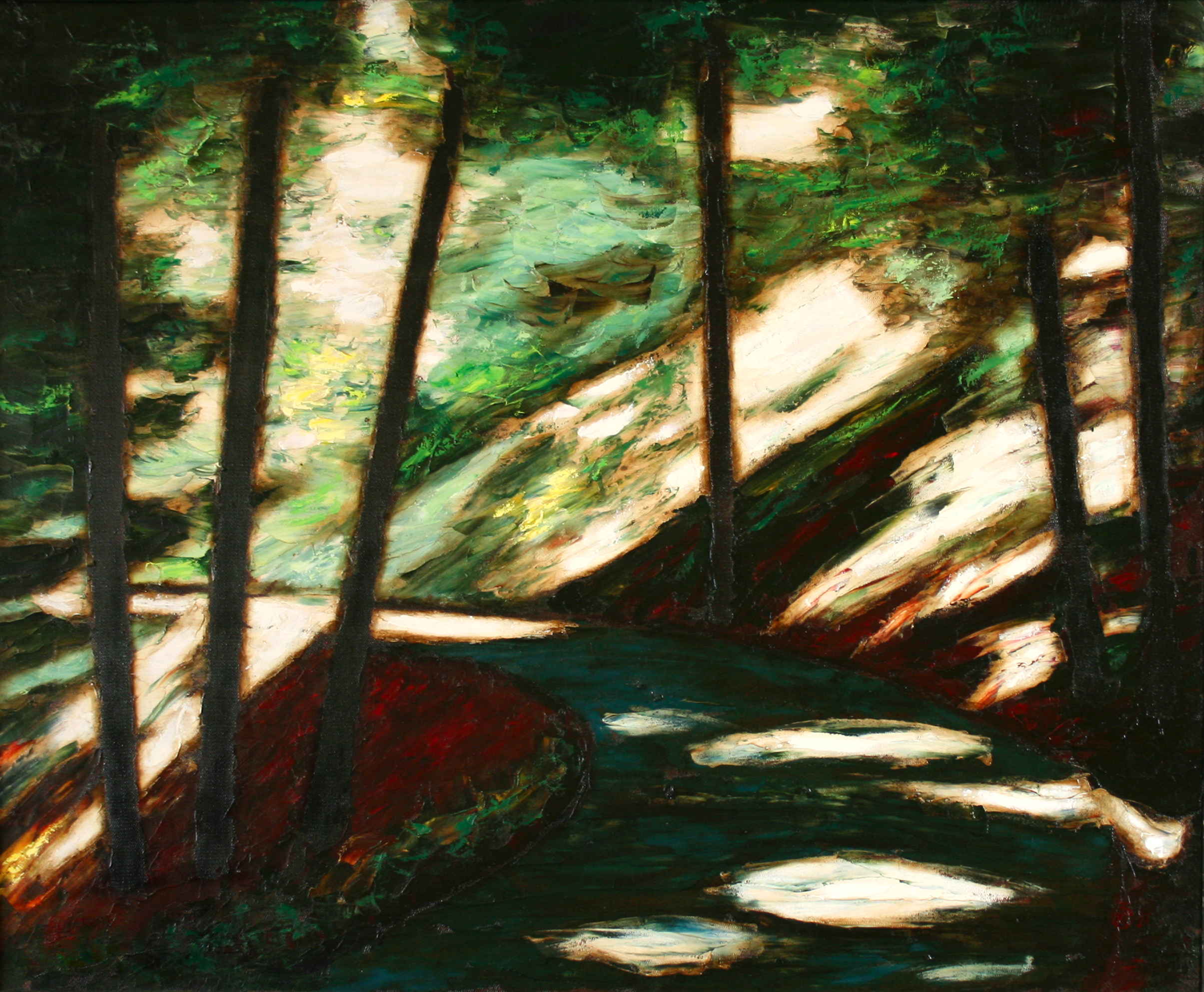
«Свет. Фрагмент № 30». 1996

В 1995—1996 гг. галерея «Кариатида» организовала серию персональных выставок Каковкиной («Прогулка по саду», «Между вещью и пустотой», «Имя времени»), а также Галина Каковкина и Любовь Сапрыкина совместно с нижегородским телевидением создали видеопроект «Интерпретация живописи».

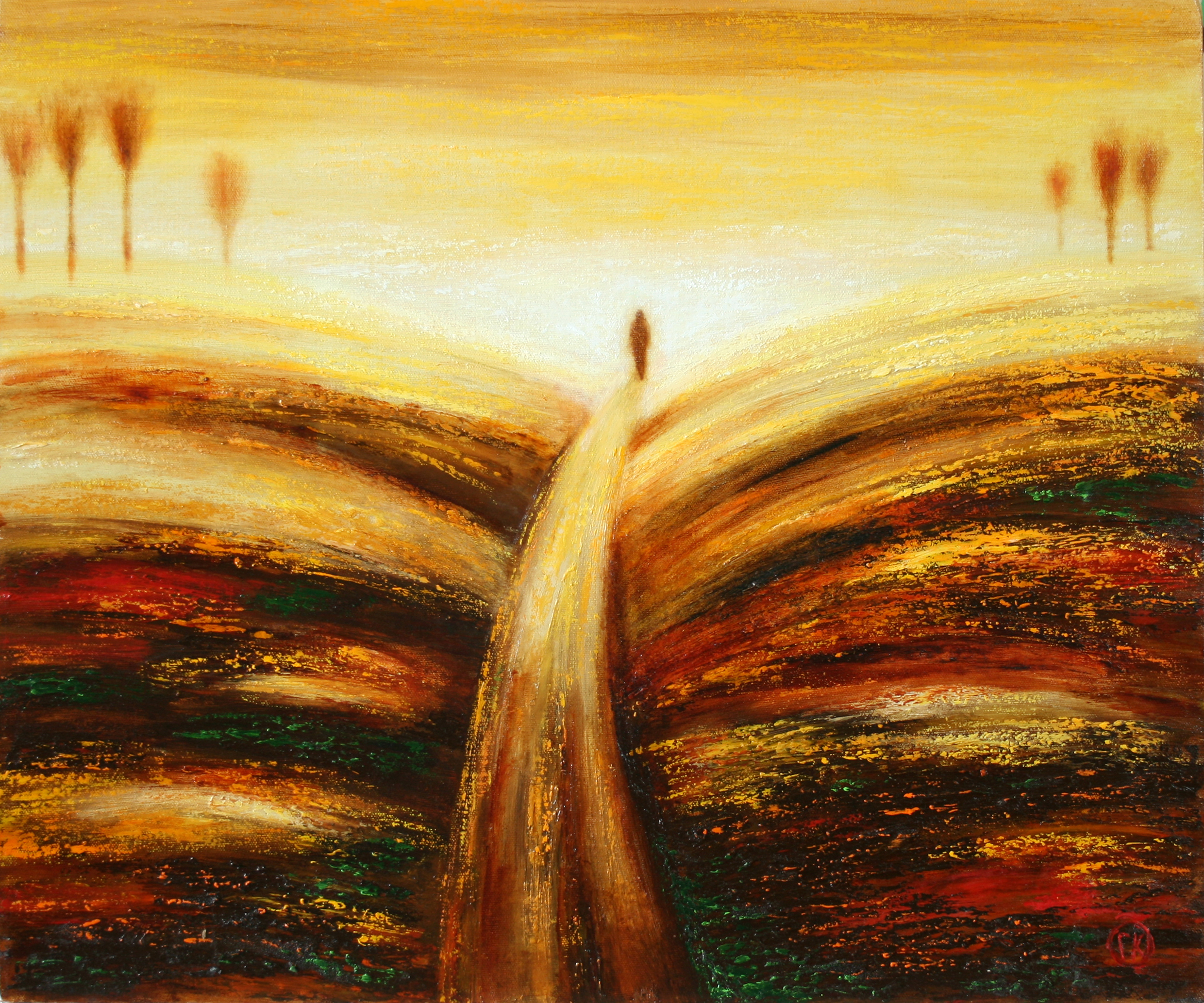
«Дорога за холмы». 2007

В 1998 году Каковкина создает большой проект «Свет. Фрагменты», посвященный теме света, его физической и метафизической сущности. Проект был представлен в Нижегородском выставочном комплексе.
В 1999 г. прошла большая персональная выставка «Композиция с дорогой» (Нижегородский государственный художественный музей), положившая начало разработке темы дороги, пути и конца пути, одной из главных тем в творчестве Каковкиной, продолженной в проекте «Дорога в Чебоксары» (2008 г. Чувашский государственный художественный музей) и в проекте «Дорога домой» (2008 г. Нижегородский государственный художественный музей).
В 2010 году Галина Каковкина представляет проект «Лодка», который готовился два года. В этом проекте художница рассматривает смысловые составляющие таких понятий как Лодка, Вода, Сосуд. Лодка как образ является архетипом и порождает целый ряд ассоциаций и аллюзий, многие из которых использованы художницей для наиболее полного раскрытия темы — как средство спасения, как жилище, как сосуд и как ритуально-обрядовый символ перехода в иной мир. Проект был осуществлен в галерее «Вещь в себе», г. Нижний Новгород

## «Чёрный пруд»

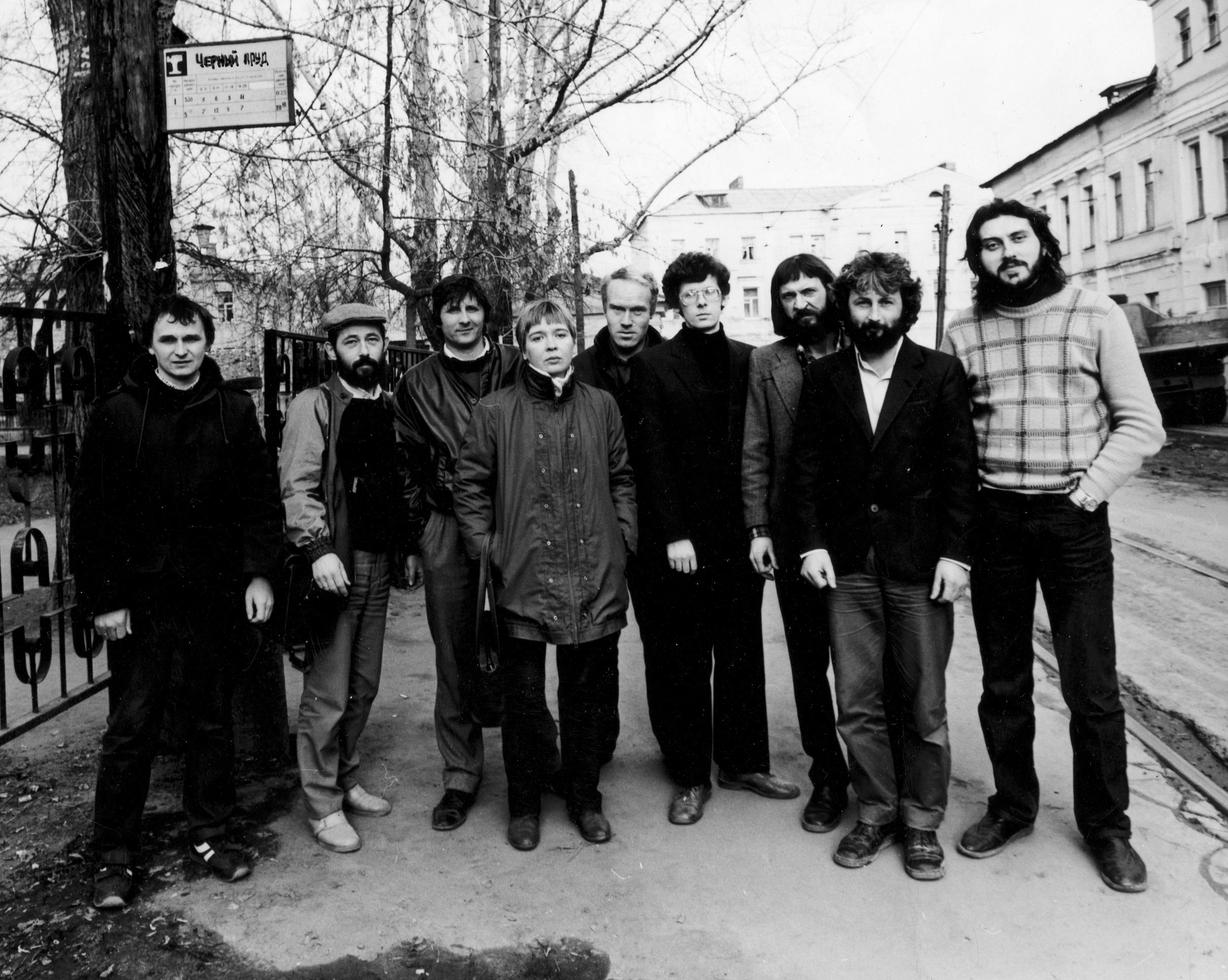
«Чёрный пруд»

«Чёрный пруд» — творческое объединение, учрежденное группой художников, преимущественно представителей нижегородского неформального искусства в 1987 году.
Инициатором создания объединения был Алексей Сахаров. Он сумел добиться разрешения на организацию творческого объединения, опираясь на закон от 1936 года об общественных организациях. Первое время наблюдение за выставочной деятельностью объединения осуществлял горком комсомола, но в скором времени положение самой комсомольской организации стало настолько шатким, что выставки объединения никто не контролировал. Учредителями «Черного пруда» стали ближайшие друзья Алексея Сахарова и в их числе Галина Каковкина. Вначале объединение состояло из восьми человек: Алексей Сахаров, Алексей Акилов, Яков Васильченко, Галина Каковкина, Николай Опыхтин, Николай Сметанин, Сергей Суворов и Геннадий Урлин. Позднее были приняты Сергей Сорокин и Наталия Панкова.
«Чёрный пруд» сыграл значительную роль в культурной жизни российской провинции, вернув интерес публики к настоящей нерегламентированной живописи. Члены объединения развернули активную альтернативную выставочную деятельность не только в родном городе, но и в других крупных городах Поволжья, в Москве и Санкт-Петербурге. Наиболее полное собрание произведений «чернопрудовцев» находится в Чувашском государственном художественном музее.

## Музейные собрания
Работы Каковкиной находятся в собраниях:
- Нижегородского государственного художественного музея,
- Чувашского государственного художественного музея[1] (Чебоксары),
- Музея изобразительных искусств Республики Марий Эл[2] (Йошкар-Ола),
- Государственного музейно-выставочного фонда «Росизо» (МК РФ),
- Музея пейзажа[3] (Плёс),
- Государственного Владимиро-Суздальского историко-архитектурного и художественного музея-заповедника,
- Новочебоксарского художественного музея,
- Ульяновского областного художественного музея,
- Мордовского республиканского музея изобразительных искусств им. С. Д. Эрьзи (Саранск)
- Картинной галереи г. Балашихи и др.

## Выставки
- 1976 — участие в областной художественной выставке.
- 1977—1982 — квартирные выставки в Нижнем Новгороде.
- 1987 — участие во втором Всесоюзном фестивале народного творчества (диплом лауреата), одна из учредителей и член творческого объединения «Чёрный пруд».
- 1988,1990 — персональные выставки в Нижнем Новгороде.
- 1987—1991 — выставки объединения «Чёрный пруд» в Нижнем Новгороде, Чебоксарах, Москве.
- 1991 — персональная выставка в Нижнем Новгороде, персональная выставка в Чувашском государственном художественном музее, Чебоксары, персональная выставка в Музее изобразительных искусств Республики Марий Эл, Йошкар-Ола.
- 1992 — выставка «Другое поколение», Нижегородский государственный художественный музей.
- 1993 — выставка «Другое поколение-2», Центральный Дом художника, Москва и Нижегородский государственный художественный музей, выставка «Сны о России», Северный Уэльс, Англия. Совместная выставка с Н. Сметаниным, Нижегородский государственный выставочный комплекс.
- 1994 — выставка «Москва-Нижний», Нижегородский выставочный комплекс.
- 1995—1996 — видео проект «Интерпретация живописи»; персональные выставки в галерее «Кариатида»: «Прогулка по саду», «Между вещью и пустотой», «Имя времени»; выставка «Художники Нижнего Новгорода», Чувашский государственный художественный музей.
- 1996 — участие в арт-ярмарке в Центральном доме художника, Москва.
- 1998 — персональная выставка «Свет. Фрагменты», Нижегородский выставочный комплекс.
- 1999 — персональная выставка «Композиция с дорогой», Нижегородский государственный художественный музей.
- 2000 — персональная выставка в Государственном институте искусствознания, Москва.
- 2001 — выставка «Высокое напряжение», Нижегородский государственный художественный музей.
- 2002 — персональная выставка «Экспозиция 12», Нижегородский государственный выставочный комплекс. Выставка «Зелёный шум», Музей пейзажа, г. Плёс. Выставка «Высокое напряжение-2», Нижегородский государственный художественный музей.
- 2003 — выставка «Русский натюрморт и интерьер XIX—XX вв.», Нижегородский государственный художественный музей; выставка «Свет и тень», Нижегородский выставочный комплекс.
- 2004 — выставка «Люди, улицы, дворы», Нижегородский государственный художественный музей; выставка «Нижегородская осень в Москве», посольство Новой Зеландии.
- 2005 — совместная выставка с Н. Панковой, Нижний Новгород.
- 2006 — выставка «…как дети», Мастерская изобразительного труда, Нижний Новгород.
- 2007 — выставка «Секреты мастерства», Москва; выставка «Чёрный пруд 2007», Нижегородский государственный художественный музей; выставка «Арт-салон», Нижегородская ярмарка.
- 2008 — персональная выставка «Дорога в Чебоксары» в Чувашском государственном художественном музее и в Новочебоксарском художественном музее; выставка «Арт-салон», Нижегородская ярмарка; выставка «Открытый город», Вена, Австрия; персональная выставка «Дорога домой», Нижегородский государственный художественный музей; выставка «Нижегородская осень», Москва; выставка «Душа пейзажа», галерея «Виктория», Самара; персональная выставка «Тихая жизнь на фоне белых холмов», Саров.
- 2009 — выставка «Как-то быстро закончились праздники», Нижний Новгород; арт-проект «Окна»[4], Приволжский филиал Государственного центра современного искусства; «Выставка произведений современных художников шести стран», Музей мирового искусства, Пекин; персональная выставка в Ульяновском областном художественном музее; выставка ОП 450 — художественный проект в рамках Первого Нижегородского Фестиваля Науки и Искусства.
- 2010 — выставка «Чёрный пруд. Диалоги об искусстве», галерея «Вещь в себе», Нижний Новгород. Персональная выставка в Почетном Консульстве Австрийской Республики в Нижнем Новгороде. Выставка «Частная коллекция», Нижегородский выставочный комплекс. Персональная выставка «Лодка»[5], галерея «Вещь в себе», Нижний Новгород; арт-проект «МЫслиТЫ» в рамках Второго Нижегородского Фестиваля Науки и Искусства, г. Нижний Новгород.
- 2011 — выставка «Черный пруд. Вещи» — галерея «Вещь в себе» г. Нижний Новгород. Выставка «Дорога к храму» ― Чувашский государственный художественный музей[6]
- 2012 — выставка «Праздник цвета» в Постоянном представительстве РФ при международных организациях в Вене, Австрийская Республика, в Российском центре науки и культуры в Вене, Австрийская Республика и в Российском культурном центре в Будапеште, Венгрия. Всероссийская художественная выставка «Россия — Родина моя!» — Мордовский республиканский музей изобразительных искусств им. С. Д. Эрьзи, г. Саранск. Выставка «Черный пруд» — Нижегородский государственный выставочный комплекс.
- 2013 — персональная выставка «Пейзаж с рыжей собакой» — галерея «Вещь в себе», г. Нижний Новгород. Выставка «Праздник цвета» — Российский центр науки и культуры в Братиславе, Словакия. Персональная выставка «Следы на снегу, следы на песке» — Нижегородский государственный художественный музей.
- 2014 — выставка «Праздник цвета» — Нижегородский государственный художественный музей.
- 2016 — выставка «Весенние каникулы» — Российский дом науки и культуры, г. Берлин. Выставка «Новая оптика старого мира» — галерея «Футуро», г. Нижний Новгород. Выставка «Здесь музыка звучит!» — Кремлёвский Концертный зал Нижнего Новгорода Архивная копия от 20 февраля 2017 на Wayback Machine.
- 2017— выставка «Черный пруд: как все начиналось» — Чувашский государственный художественный музей.  Выставка «Старый новый Черный пруд» —  Центр культуры «Рекорд», г. Нижний Новгород.
- 2018 — выставка «Цветы и фрукты» – Картинная галерея г. Балашихи. Персональная выставка «Расширяя пространство зимы» - Нижегородский государственный художественный музей.
- 2020 — персональная выставка «Красный значит красивый» — галерея «Луна», г. Нижний Новгород.
- 2021 — выставка «Нижний Новгород. Детали» – Нижегородский государственный художественный музей. Выставка «На краю природы: черный лес» – Музей Выксунского завода ОМК, г. Выкса.
- 2022 — выставка «АРТ МИР» – Нижегородская ярмарка, Нижний Новгород. Выставка «Черный пруд. Разговоры об искусстве» – Центр культуры «Рекорд», г. Нижний Новгород. Выставка «Сказочное чудо Бытия» – Нижегородский государственный художественный музей. Выставка «Цвет времени. Художники 90-х» – Центр культуры «Рекорд», г. Нижний Новгород. Выставка «Черный пруд. Разговоры об искусстве» – Дом Нижегородской области в Москве. Выставка «Нижний Новгород. Детали. Продолжение» – Центр культуры «Рекорд», г. Нижний Новгород. Выставка нижегородских художников в Посольстве Уганды – г. Москва.
- 2023 — выставка «Черный пруд. Вне времени» – Центр культуры «Рекорд», г. Нижний Новгород. Выставка «Нижний Новгород. Детали будущего» – Центр культуры «Рекорд», г. Нижний Новгород. Премия Нижнего Новгорода в номинации «Событие в области культуры и искусства» за проект «Черный пруд. Разговоры об искусстве». Выставка «Современники» - Дом Нижегородской области в Москве, г. Москва.
- 2024 — выставка «Черный пруд. Наблюдатели» – Центр культуры «Рекорд», г. Нижний Новгород. Выставка «Река жизни» – Дом Нижегородской области в Москве, г. Москва. Персональная выставка «Красный вяз» – Нижегородский государственный художественный музей. Выставка «Пространство и время» – Русский дом, г. Пекин, КНР.